# 傑出領袖選舉
傑出領袖選舉（Leader of the Year）是星島新聞集團為表揚社會傑出人士對香港經濟繁榮作出的貢獻，為年青一代樹立榜樣，推動香港以至聯繫中國發展而設立的選舉。「傑出領袖選舉」自1994年起每年以雞尾酒會及晚宴形式舉行的頒獎典禮，頒獎予來自各個範疇的「傑出領袖」，並邀請香港特別行政區行政長官擔任榮譽嘉賓。

## 歷屆得獎者名單
| 年份   | 獎項組別               | 傑出領袖獎 |
| ------ | ---------------------- | --- |
| 2018   | 工商/金融              | 香港美心集團主席兼董事總經理伍偉國                                                                                             |
| 2018   | 社區/公共事務/環境保育 | 香港業餘田徑總會 |
| 2018   | 教育/專業/科技及創新   | 香港科技大學電子及計算機工程學系教授李澤湘                                                                                     |
| 2018   | 體育/文化/演藝         | 藝術品捐贈者何耀光家族 |
| 2018   | 青年企業家             | Klook客路旅遊科技有限公司聯合創辦人王志豪、林照圍、熊小康                                                                      |
| 2017   | 工商/金融              | 香港中文大學醫學院李嘉誠醫學講座教授盧煜明教授 香港中文大學醫學院卓敏化學病理學講座教授趙慧君教授                              |
| 2017   | 社區/公共事務/環境保育 | 香港乳癌基金會創會人張淑儀醫生 香港乳癌基金會主席霍何綺華                                                                      |
| 2017   | 教育/專業/科技及創新   | 香港首位女性成功登上「世界之巔」珠穆朗瑪峰峰頂曾燕紅                                                                           |
| 2017   | 體育/文化/演藝         | 香港賽馬會行政總裁應家柏 |
| 2017   | 青年企業家             | GOGOVAN聯合創辦人林凱源、鄧權威、關俊文                                                                                        |
| 2016   | 工商/金融              | 恒生銀行副董事長兼行政總裁李慧敏                                                                                               |
| 2016   | 社區/公共事務/環境保育 | 香港願景計劃召集人曾鈺成 |
| 2016   | 教育/專業/科技及創新   | 香港科技大學生命科學部嘉里理學教授張明傑教授                                                                                   |
| 2016   | 體育/文化/演藝         | 中國香港跳繩總會 |
| 2015   | 工商/金融              | 伯恩光學（香港）有限公司總裁楊建文                                                                                             |
| 2015   | 社區/公共事務/環境保育 | 香港中文大學醫學院賽馬會公共衞生及基層醫療學院教授兼副院長 CCOUC災害與人道救援研究所所長 全球衞生中心總監陳英凝教授            |
| 2015   | 教育/科研/專業         | 香港大學黃乾亨黃乾利基金教授（化學與能源）及化學系講座教授任詠華教授                                                           |
| 2015   | 體育/文化/演藝         | 香港首位世界女子桌球冠軍吳安儀 香港首位保齡球世界盃冠軍胡兆康                                                                  |
| 2014年 | 工商                   | 維他奶國際集團有限公司執行主席羅友禮                                                                                           |
| 2014年 | 金融                   | 香港上海滙豐銀行有限公司副主席兼行政總裁王冬勝                                                                                 |
| 2014年 | 社區/公共事務/環境保育 | 香港警隊 |
| 2014年 | 教育/科技/專業         | 陳校長免費補習天地創辦人陳葒校長                                                                                               |
| 2014年 | 體育/文化/演藝         | 第17屆亞運會香港隊 ─ 全體得獎運動員及團隊                                                                                      |
| 2013   | 工商/金融              | 德昌電機集團主席及行政總裁汪穗中博士                                                                                           |
| 2013   | 社區/公共事務          | 東華學院醫療服務管理學教授馮玉娟教授 臨時香港護理專科學院院長林崇綏博士                                                        |
| 2013   | 教育/科研              | 陸趙鈞鴻教育基金主席、啟思幼稚園幼兒園總校監陸趙鈞鴻博士                                                                       |
| 2013   | 體育/文化/演藝         | 已故的漫畫家王家禧 漫畫家王澤                                                                                                  |
| 2012   | 工商/金融              | 李錦記集團主席李文達 |
| 2012   | 社區/公共事務          | 2012年10月1日南丫島撞船事故全體救援英雄 香港消防處、香港警務處、醫院管理局及香港市民代表                                       |
| 2012   | 教育/科研              | 養和醫院肝臟外科中心主任香港大學外科學系講座教授范上達教授 香港大學外科學系主任盧寵茂教授                                      |
| 2012   | 文化/演藝              | 香港小交響樂團音樂總監葉詠詩                                                                                                   |
| 2012   | 體育                   | 香港體育學院單車總教練沈金康 倫敦2012奧運會單車項目（女子凱琳賽）銅牌得主李慧詩                                                |
| 2011   | 工商/金融              | 港鐵公司前任行政總裁周松崗爵士 肇豐針織有限公司董事局主席、億都（國際控股）有限公司主席及執行董事方鏗                          |
| 2011   | 社區/公共事務          | 香港失明人協進會會長莊陳有 |
| 2011   | 教育/科研              | 香港公開大學校長梁智仁教授 |
| 2011   | 體育/文化/演藝         | 著名電影導演許鞍華 著名演藝人、電影出品人劉德華                                                                                |
| 2010   | 工商/金融              | 時裝設計師譚燕玉 |
| 2010   | 社區/公共事務          | 首任香港終審法院首席法官李國能                                                                                                 |
| 2010   | 教育/科研              | 哈佛大學數學系系主任香港中文大學博文講座教授和數學科學研究所所長丘成桐教授                                                     |
| 2010   | 體育                   | 第16屆亞運會香港隊──全體得獎運動員                                                                                             |
| 2009   | 工商/金融              | 中國金融學會執行副會長任志剛                                                                                                   |
| 2009   | 社區/公共事務          | 安老事務委員會前任主席梁智鴻醫生                                                                                               |
| 2009   | 教育/文化組別          | 香港戲劇協會會長鍾景輝博士 |
| 2009   | 體育                   | 2009東亞運動會香港隊全體得獎運動員                                                                                             |
| 2008   | 工商/金融              | 已故的信興集團主席兼董事長蒙民偉博士                                                                                           |
| 2008   | 社區/公共事務          | 智行基金會創辦人杜聰 |
| 2008   | 教育                   | 香港理工大學榮休校長潘宗光教授                                                                                                 |
| 2008   | 科研                   | 香港科技大學生物化學系主任及講座教授葉玉如教授                                                                                 |
| 2008   | 體育/文化/演藝         | 香港殘疾人奧委會暨傷殘人士體育協會                                                                                             |
| 2007   | 工商/金融              | 香港交易及結算所有限公司主席夏佳理                                                                                             |
| 2007   | 社區/公共事務          | 立法會前任主席范徐麗泰議員 |
| 2007   | 教育/科研              | 香港大學化學系許慧嫻講座教授支志明教授                                                                                         |
| 2007   | 體育/文化/演藝         | 香港演藝學院高級講師（鍵盤樂）/駐院藝術家（音樂學院）黃懿倫教授 漫畫家李志清                                                   |
| 2006   | 工商/金融              | 偉易達集團主席兼行政總裁黃子欣博士                                                                                             |
| 2006   | 社區/公共事務          | 苗圃行動 |
| 2006   | 教育/科研              | 香港樹仁大學校監胡鴻烈博士 已故的香港樹仁大學校長鍾期榮博士                                                                    |
| 2006   | 體育/文化/演藝         | 音樂人金培達 |
| 2005   | 金融                   | 東亞銀行主席兼行政總裁李國寶爵士                                                                                               |
| 2005   | 商業                   | 思捷環球控股有限公司前任主席邢李㷧                                                                                             |
| 2005   | 社區/公共事務          | 海洋公園主席盛智文博士 |
| 2005   | 教育/科研              | 香港中文大學生物系教授辛世文教授                                                                                               |
| 2005   | 體育/文化/演藝         | 傷殘奧運輪椅劍擊金牌得主余翠怡                                                                                                 |
| 2004   | 商業/金融              | 香港交易所前任主席李業廣博士                                                                                                   |
| 2004   | 社區/公共事務          | 「中國極地博物館基金」創辦人李樂詩博士 協青社                                                                                  |
| 2004   | 教育/科技              | 香港發明協會 |
| 2004   | 體育/文化/演藝         | 大提琴家李垂誼 |
| 2003   | 商業/金融              | 合和實業有限公司主席胡應湘爵士                                                                                                 |
| 2003   | 社區/公共事務          | 威爾斯親王醫院抗沙士醫護人員                                                                                                   |
| 2003   | 創意/科技              | 香港大學醫學院微生物學系 |
| 2003   | 教育/學術              | 已故的 香港中文大學中醫學院中醫學榮譽講座教授胡秀英教授                                                                        |
| 2003   | 體育/文化/娛樂         | 《無間道》電影導演劉偉強 《無間道》電影編劇兼導演麥兆輝 《無間道》電影編劇莊文強                                               |
| 2002   | 商業/金融              | 中國銀行（香港）有限公司前任副董事長兼總裁劉金寶博士                                                                           |
| 2002   | 社區/公共事務/環保     | 香港公益金前任執行委員會副主席陳祖澤博士                                                                                       |
| 2002   | 創意/科技              | 資科顧問有限公司總裁高錕教授                                                                                                   |
| 2002   | 文化/娛樂              | 先濤數碼企畫有限公司主席朱家欣                                                                                                 |
| 2002   | 教育                   | 親職教育工作者蔡黎悅心 |
| 2002   | 體育                   | 亞運會壁球女單金牌得主趙詠賢                                                                                                   |
| 2001   | 商業/金融              | 中國證券監督管理委員會前任副主席史美倫                                                                                         |
| 2001   | 社區/公共事務/環保     | 「母親的抉擇」前任總幹事史凱力                                                                                                 |
| 2001   | 創意                   | 香港中文大學醫學院前任院長鍾尚志教授 香港中文大學內科及藥物治療學系教授沈祖堯教授 （研究治療幽門螺旋菌傳染病對消化性潰瘍影響） |
| 2001   | 科技                   | 香港科技大學納米科技研究所所長沈平教授                                                                                         |
| 2001   | 教育                   | 聖匠小學前任校長余潤輝 |
| 2001   | 體育/娛樂              | 立法會議員霍震霆 奧運金牌得主李麗珊                                                                                            |
| 2000   | 商業/金融              | 地鐵公司前任主席蘇澤光 |
| 2000   | 社區/公共事務/環保     | 香港科技大學前任校長吳家瑋教授                                                                                                 |
| 2000   | 1010創意獎             | 伍士銓醫生、容啟亮博士、余俊濠、陳超祥 （研究及發明了太空持崁鉗與岩芯取樣器）                                                  |
| 2000   | 科技                   | 香港中文大學化學病理學系前任教授盧煜明醫生                                                                                     |
| 2000   | 體育/娛樂              | 2000年悉尼傷殘人士奧運金牌得主蘇樺偉                                                                                           |

| 年份 | 傑出領袖獎                             | 傑出青年領袖獎                         |
| ---- | -------------------------------------- | -------------------------------------- |
| 1999 | 香港特別行政區前任行政長官董建華       | 亞運會金牌得主黃金寶                   |
| 1998 | 香港貿易發展局前任主席馮國經           | 香港中文大學眼科及視覺科學系主任林順潮 |
| 1997 | 香港特別行政區前任財政司司長曾蔭權     | 長江實業（集團）有限公司副主席李澤鉅   |
| 1996 | 東方海外（國際）有限公司前任主席董建華 | 迪生集團主席潘迪生                     |
| 1995 | 香港前任布政司陳方安生                 |                                        |
| 1994 | 九龍倉集團有限公司主席吳光正           |                                        |